# Národnie noviny
Národnie noviny (pol. „Gazeta Narodowa”) – gazeta, ukazująca się na Węgrzech w języku słowackim w latach 1870–1947 w Martinie, a w roku 1948 w Bratysławie.

## Historia
Była kontynuatorką wychodzącej w latach 1861–1870 w Peszcie słowackiej gazety „Pešťbudínske vedomosti” i do dziś jest najdłużej wychodzącą gazetą słowacką.
Gazeta była czasopismem polityczno-społecznym, nieoficjalnym organem Słowackiej Partii Narodowej. Miała charakter narodowy i konserwatywny. Pierwszy numer wyszedł z datą 13 marca 1870 roku. Początkowo ukazywała się 3 razy w tygodniu na czterech stronach, później do 6 razy w tygodniu. Gazetę drukował „Kníhtlačiarenský účastinársky spolok” w Martinie.
Do 1875 roku funkcje redaktorów odpowiedzialnych pełnili Mikuláš Štefan Ferienčík, Viliam Pauliny-Tóth, Andrej Černiansky i Ambro Pietor. Do gazety pisało wielu wybitnych słowackich publicystów końca XIX w., jak Andrej Černiansky, Gustáv Kazimír Zechenter-Laskomerský, František Víťazoslav Sasinek, Adolf Peter Záturecký, Jozef Škultéty, Daniel Bachát, Viliam Pauliny-Tóth, Ambro Pietor, Adolf Svätopluk Osvald i in.
Na pierwszej stronie pojawiał się zwykle artykuł wstępny dotyczący aktualnych tematów społeczno-politycznych w kraju, informacje z działalności partii i komentarz dot. bieżących wydarzeń politycznych na świecie. Druga strona była poświęcona wiadomościom krajowym i zagranicznym. Pozostałe strony wypełniał przegląd prasy, tematyka ekonomiczna i handlowa, rubryki „Literatura” i „Sztuka”, sprawy drobne oraz wykazy dotyczące zbiórek pieniężnych na Macierz Słowacką i inne „przedsięwzięcia narodowe”. W dziale „Besednica” ukazywały się nie tylko felietony i reportaże, lecz również poezje, opowiadania, szkice literackie, biografie wybitnych ludzi itp. W roku 1871, kiedy jeszcze w języku słowackim nie ukazywało się żadne czasopismo kobiece, w dziale tym zamieszczano pierwsze publikacje skierowane specjalnie do kobiet.
Wśród publikowanych w pierwszych latach istnienia gazety materiałów godnym uwagi był cykl artykułów Viliama Paulíny’ego-Tótha, nazwany „Osem návrhov zákona” („Osiem projektów ustaw”, Nár. nov. R. 1872, nr 17–45), dotyczący propozycji ustaw (ostatecznie nieuchwalonych) które ten, jako poseł, przedłożył w węgierskim sejmie z myślą o gospodarczym rozwoju Słowacji. W pierwszej połowie lat 70. XIX w. ukazał się też w gazecie (w dwunastu częściach) inny cykl artykułów V. Paulíny’ego-Tótha, nazwany „Listy slovenskému Tomášovi” („Listy do słowackiego Tomasza”). Była to popularnie zredagowana prezentacja polityki ówczesnej Słowackiej Partii Narodowej, skierowana głównie do narodowo nieuświadomionej części słowackiego społeczeństwa, zagrożonej madziaryzacją.
Usytuowanie redakcji w niewielkim, prowincjonalnym mieście powodowało znaczne opóźnienia w publikowaniu aktualnych wiadomości, a tym samym determinowało dość ograniczony krąg odbiorców. Największą porażką gazety było jednak to, że nie udało się jej dotrzeć do najszerszych warstw ludności wiejskiej.